# 烏拉漢博圖奧布亞河
烏拉漢博圖奧布亞河是一條位於俄羅斯的河流，由薩哈共和國負責管轄。河道全長459公里，流域面積約17,500平方公里，河水主要來自融雪和雨水，流經中雅庫特低地，最終注入維柳伊河。